# Rari (singolo)
Rari è un singolo della cantante italian Rose Villain, pubblicato il 7 ottobre 2022 come terzo estratto dall'album in studio di debutto Radio Gotham.

## Video musicale
Il videoclip del brano, diretto da Amedeo Zancanella, è stato pubblicato il 13 ottobre 2022 attraverso il canale YouTube della cantante. Filmato a New York, trae ispirazione dalla saga cinematografica di Kill Bill.

## Tracce
Testi di Rosa Luini, musiche di Andrea Ferrara e Hendric Buenck.
1. Rari – 2:48